# براندون هاريس (لاعب كرة قدم أمريكية)
براندون هاريس (بالإنجليزية: Brandon Harris)‏ هو لاعب كرة قدم أمريكية أمريكي، ولد في 12 أكتوبر 1995 في بوسير سيتي في الولايات المتحدة.